# Foolish Behaviour
Albums de Rod Stewart
Blondes Have More Fun
(1978) Tonight I'm Yours
(1981)
Foolish Behaviour est le dixième album solo de Rod Stewart, sorti en 1980.

## Titres
1. Better Off Dead – 3:07
2. Passion – 5:32
3. Foolish Behaviour – 4:24
4. So Soon We Change – 3:44
5. Oh God, I Wish I Was Home Tonight – 5:02
6. Gi' Me Wings – 3:47
7. My Girl – 4:27
8. She Won’t Dance with Me – 2:30
9. Somebody Special – 4:29
10. Say It Ain’t True – 4:02

## Musiciens
- Rod Stewart : chant, harmonica
- Jim Cregan : guitare
- Gary Grainger : guitare
- Billy Peek : guitare
- Phil Chen : basse
- Tom Bogart : basse
- Jimmy Haslip : basse
- Carmine Appice : batterie
- Colin Allen : batterie
- Roger Bethelmy : batterie
- Kevin Savigar : claviers
- John Jarvis : claviers
- Paulinho Da Costa : percussion
- Phil Kenzie : saxophone
- Earl Price : saxophone
- James Gordon : saxophone
- Billy Lamb : trombone
- Jim Price : trombone
- Lee Thornburg : trompette
- Sid Page : violon
- Susan Grindell, Valerie Carter, Tony Brock, The Rod Stewart Group : chœurs
- Del Newman : arrangements des cordes